# 서울 서대문구의 국회의원

## 행정구역 변천
- 1945년 8월 15일 경기도 경성부 서대문구
- 1946년 8월 15일 경기도 서울시 서대문구
- 1946년 9월 28일 서울특별시 서대문구
- 1949년 8월 13일 경기도 고양군 은평면 편입
- 1964년 6월 1일 서대문구 노고산동이 마포구에 편입
- 1975년 10월 1일 서대문구 평창동·구기동·부암동·홍지동·신영동·행촌동·송월동·홍파동·평동·교남동·교북동이 종로구에, 상암동·성산동·연희동 일부가 마포구에 편입
- 1979년 10월 1일 서대문구 녹번동·불광동·갈현동·구산동·대조동·응암동·역촌동·신사동·증산동·진관내동·진관외동·구파발동·수색동이 은평구로 분구

## 서울 서대문구의 역대 국회의원 일람
| 대수         | 이름           | 소속정당       | 임기                               | 선거구역 | 개표결과 |
| ------------ | -------------- | -------------- | ---------------------------------- | --- | -------- |
| 제헌         | 김도연(金度演) | 한국민주당     | 1948년 5월 31일 - 1950년 5월 30일  | 서대문구 일원(제7선거구) | 보기     |
| 제2대        | 김용우(金用雨) | 무소속         | 1950년 5월 31일 - 1954년 5월 30일  | 서대문구 갑: 서소문동 정동 순화동 의주로1,2가 합동 미근동 중림동 만리동1,2가 충정로1,2,3가 북아현동 대현동 신촌동 창천동 노고산동 연희동 |          |
| 제2대        | 윤기섭(尹琦燮) | 무소속         | 1950년 5월 31일 - 1954년 5월 30일  | 서대문구 을: 교남동 냉천동 송월동 평동 홍파동 천연동 옥천동 교북동 행촌동 영천동 현저동 홍제동 부암동 홍지동 신영동 녹번동 불광동 갈현동 대조동 구산동 역촌동 신사동 응암동 홍은동 송산동 수색동 상암동 중동 성산동 남가좌동 북가좌동 구기동 평창동 증산동 |          |
| 제3대        | 김도연(金度演) | 민주국민당     | 1954년 5월 31일 - 1958년 5월 30일  | 서대문구 갑: 서소문동 정동 순화동 의주로1,2가 합동 미근동 중림동 만리동1,2가 충정로1,2,3가 북아현동 대현동 신촌동 창천동 노고산동 연희동 |          |
| 제3대        | 이기붕(李起鵬) | 자유당         | 1954년 5월 31일 - 1958년 5월 30일  | 서대문구 을: 교남동 냉천동 송월동 평동 홍파동 천연동 옥천동 교북동 행촌동 영천동 현저동 홍제동 부암동 홍지동 신영동 녹번동 불광동 갈현동 대조동 구산동 역촌동 신사동 응암동 홍은동 송산동 수색동 상암동 중동 성산동 남가좌동 북가좌동 구기동 평창동 증산동 |          |
| 제4대        | 김도연(金度演) | 민주당         | 1958년 5월 31일 - 1960년 7월 28일  | 서대문구 갑: 서정동 순화동 합미동 중림동 만리1동 만리2동 충정로1,2가동 충정로3가동 북아현1동 북아현2동 북아현3동 대신동 창산동 연희동 |          |
| 제4대        | 최규남(崔奎南) | 자유당         | 1958년 5월 31일 - 1960년 7월 28일  | 서대문구 을: 감영동 냉천동 석교동 독립문동 영천동 현저1동 현저2동 현저3동 홍제동 세검정동 수색동 녹신동 대광동 승가동 성암동 홍은동 구평동 |          |
| 제5대 민의원 | 김도연(金度演) | 민주당         | 1960년 7월 29일 - 1961년 5월 16일  | 서대문구 갑: 서정동 순화동 합미동 중림동 만리1동 만리2동 충정로1,2가동 충정로3가동 북아현1동 북아현2동 북아현3동 대신동 창산동 연희동 |          |
| 제5대 민의원 | 김산(金山)     | 민주당         | 1960년 7월 29일 - 1961년 5월 16일  | 서대문구 을: 감영동 냉천동 석교동 독립문동 영천동 현저1동 현저2동 현저3동 안산동 세검정동 수색동 녹신동 대광동 승가동 성암동 홍은동 구평동 |          |
| 제6대        | 김재광(金在光) | 민정당         | 1963년 12월 17일 - 1965년 6월      | 서대문구 갑: 서소문동 정동 순화동 의주로1가 의주로2가 합동 미근동 중림동 만리동1가 만리동2가 충정로1가 충정로2가 충정로3가 교남동 평동 송월동 냉천동 천연동 옥천동 홍파동 교북동 행촌동 영천동 현저동 북아현동                                             |          |
| 제6대        | 김상현(金相賢) | 민중당         | 1965년 11월 10일 - 1967년 6월 30일 | 서대문구 갑: 서소문동 정동 순화동 의주로1가 의주로2가 합동 미근동 중림동 만리동1가 만리동2가 충정로1가 충정로2가 충정로3가 교남동 평동 송월동 냉천동 천연동 옥천동 홍파동 교북동 행촌동 영천동 현저동 북아현동                                             |          |
| 제6대        | 윤제술(尹濟述) | 민정당         | 1963년 12월 17일 - 1965년 6월      | 서대문구 을: 홍제동 부암동 신영동 홍지동 대신동 대현동 신촌동 봉원동 창천동 노고산동 연희동 수색동 녹번동 응암동 역촌동 신사동 대조동 불광동 갈현동 귀산동 승산동 북가좌동 상암동 중동 성산동 홍은동 구기동 평창동                                         |          |
| 제6대        | 홍영기(洪英基) | 민중당         | 1965년 11월 10일 - 1967년 6월 30일 | 서대문구 을: 홍제동 부암동 신영동 홍지동 대신동 대현동 신촌동 봉원동 창천동 노고산동 연희동 수색동 녹번동 응암동 역촌동 신사동 대조동 불광동 갈현동 귀산동 승산동 북가좌동 상암동 중동 성산동 홍은동 구기동 평창동                                         |          |
| 제7대        | 김재광(金在光) | 신민당         | 1967년 7월 1일 - 1971년 6월 30일   | 서대문구 갑: 서소문동 정동 순화동 의주로1가 의주로2가 합동 미근동 중림동 만리동1가 만리동2가 충정로1가 충정로2가 충정로3가 교남동 평동 송월동 냉천동 천연동 옥천동 홍파동 교북동 행촌동 영천동 현저동 북아현동                                             |          |
| 제7대        | 윤제술(尹濟述) | 신민당         | 1967년 7월 1일 - 1971년 6월 30일   | 서대문구 을: 홍제동 부암동 신영동 홍지동 대신동 대현동 신촌동 봉원동 창천동 연희동 수색동 녹번동 응암동 역촌동 신사동 대조동 불광동 갈현동 구산동 승산동 북가좌동 상암동 중동 성산동 홍은동 구기동 평창동                                                  |          |
| 제8대        | 김재광(金在光) | 신민당         | 1971년 7월 1일 - 1972년 10월 17일  | 서대문구 갑: 정동 서소문동 순화동 의주로1가 의주로2가 합동 미근동 중림동 만리동1가 만리동2가 충정로1가 충정로2가 충정로3가 교남동 평동 송월동 냉천동 천연동 옥천동 홍파동 교북동 행촌동 영천동 현저동 북아현동                                             |          |
| 제8대        | 김상현(金相賢) | 신민당         | 1971년 7월 1일 - 1972년 10월 17일  | 서대문구 을: 홍제동 부암동 신영동 홍지동 홍은동 구기동 평창동 연희동 대신동 대현동 신촌동 봉원동 창천동 수색동 상암동 중동 성산동 |          |
| 제8대        | 윤제술(尹濟述) | 신민당         | 1971년 7월 1일 - 1972년 10월 17일  | 서대문구 병: 녹번동 응암동 불광동 대조동 갈현동 구산동 역촌동 신사동 증산동 북가좌동 남가좌동 |          |
| 제9대        | 김재광(金在光) | 무소속         | 1973년 3월 12일 - 1979년 3월 11일  | 서대문구 일원(제5선거구) |          |
| 제9대        | 오유방(吳有邦) | 민주공화당     | 1973년 3월 12일 - 1979년 3월 11일  | 서대문구 일원(제5선거구) |          |
| 제10대       | 김재광(金在光) | 신민당         | 1979년 3월 12일 - 1980년 10월 27일 | 서대문구 일원(제6선거구) |          |
| 제10대       | 오유방(吳有邦) | 민주공화당     | 1979년 3월 12일 - 1980년 10월 27일 | 서대문구 일원(제6선거구) |          |
| 제11대       | 손세일(孫世一) | 민주한국당     | 1981년 4월 11일 - 1985년 4월 10일  | 서대문구·은평구 일원(제7선거구) |          |
| 제11대       | 윤길중(尹吉重) | 민주정의당     | 1981년 4월 11일 - 1985년 4월 10일  | 서대문구·은평구 일원(제7선거구) |          |
| 제12대       | 김재광(金在光) | 신한민주당     | 1985년 4월 11일 - 1988년 5월 29일  | 서대문구·은평구 일원(제7선거구) |          |
| 제12대       | 윤길중(尹吉重) | 민주정의당     | 1985년 4월 11일 - 1988년 5월 29일  | 서대문구·은평구 일원(제7선거구) |          |
| 제13대       | 강성모(姜聖模) | 민주정의당     | 1988년 5월 30일 - 1992년 5월 29일  | 서대문구 갑: 충정로동, 천연동, 현저동, 북아현1동, 북아현2동, 북아현3동, 대신동, 창천동, 연희1동, 연희2동, 연희3동, 홍제1동, 홍제2동, 홍제4동 |          |
| 제13대       | 임춘원(林春元) | 평화민주당     | 1988년 5월 30일 - 1992년 5월 29일  | 서대문구 을: 홍제3동, 홍은1동, 홍은2동, 홍은3동, 남가좌1동, 남가좌2동, 북가좌1동, 북가좌2동 |          |
| 제14대       | 김상현(金相賢) | 민주당         | 1992년 5월 30일 - 1996년 5월 29일  | 서대문구 갑: 충정로동, 천연동, 현저동, 북아현1동, 북아현2동, 북아현3동, 대신동, 창천동, 연희1동, 연희2동, 연희3동, 홍제1동, 홍제2동, 홍제4동 |          |
| 제14대       | 임춘원(林春元) | 민주당         | 1992년 5월 30일 - 1996년 5월 29일  | 서대문구 을: 홍제3동, 홍은1동, 홍은2동, 홍은3동, 남가좌1동, 남가좌2동, 북가좌1동, 북가좌2동 |          |
| 제15대       | 김상현(金相賢) | 새정치국민회의 | 1996년 5월 30일 - 2000년 5월 29일  | 서대문구 갑: 충정로동, 천연동, 현저동, 북아현1동, 북아현2동, 북아현3동, 대신동, 창천동, 연희1동, 연희2동, 연희3동, 홍제1동, 홍제2동, 홍제4동 |          |
| 제15대       | 장재식(張在植) | 새정치국민회의 | 1996년 5월 30일 - 2000년 5월 29일  | 서대문구 을: 홍제3동, 홍은1동, 홍은2동, 홍은3동, 남가좌1동, 남가좌2동, 북가좌1동, 북가좌2동 |          |
| 제16대       | 이성헌(李性憲) | 한나라당       | 2000년 5월 30일 - 2004년 5월 29일  | 서대문구 갑: 충정로동 천연동 북아현1동 북아현2동 북아현3동 대신동 창천동 연희1동 연희2동 연희3동 홍제1동 홍제2동 홍제4동 |          |
| 제16대       | 장재식(張在植) | 새천년민주당   | 2000년 5월 30일 - 2004년 5월 29일  | 서대문구 을: 홍제3동 홍은1동 홍은2동 홍은3동 남가좌1동 남가좌2동 북가좌1동 북가좌2동 |          |
| 제17대       | 우상호(禹相虎) | 열린우리당     | 2004년 5월 30일 - 2008년 5월 29일  | 서대문구 갑: 충정로동 천연동 북아현1동 북아현2동 북아현3동 대신동 창천동 연희1동 연희2동 연희3동 홍제1동 홍제2동 홍제4동 |          |
| 제17대       | 정두언(鄭斗彦) | 한나라당       | 2004년 5월 30일 - 2008년 5월 29일  | 서대문구 을: 홍제3동 홍은1동 홍은2동 홍은3동 남가좌1동 남가좌2동 북가좌1동 북가좌2동 |          |
| 제18대       | 이성헌(李性憲) | 한나라당       | 2008년 5월 30일 - 2012년 5월 29일  | 서대문구 갑: 충정로동 천연동 북아현1동 북아현2동 북아현3동 대신동 창천동 연희1동 연희2동 연희3동 홍제1동 홍제2동 홍제4동 |          |
| 제18대       | 정두언(鄭斗彦) | 한나라당       | 2008년 5월 30일 - 2012년 5월 29일  | 서대문구 을: 홍제3동 홍은1동 홍은2동 홍은3동 남가좌1동 남가좌2동 북가좌1동 북가좌2동 |          |
| 제19대       | 우상호(禹相虎) | 민주통합당     | 2012년 5월 30일 - 2016년 5월 29일  | 서대문구 갑: 충현동 천연동 북아현동 신촌동 연희동 홍제1동 홍제2동 |          |
| 제19대       | 정두언(鄭斗彦) | 새누리당       | 2012년 5월 30일 - 2016년 5월 29일  | 서대문구 을: 홍제3동 홍은1동 홍은2동 남가좌1동 남가좌2동 북가좌1동 북가좌2동 |          |
| 제20대       | 우상호(禹相虎) | 더불어민주당   | 2016년 5월 30일 - 2020년 5월 29일  | 서대문구 갑: 충현동 천연동 북아현동 신촌동 연희동 홍제1동 홍제2동 |          |
| 제20대       | 김영호(金映豪) | 더불어민주당   | 2016년 5월 30일 - 2020년 5월 29일  | 서대문구 을: 홍제3동 홍은1동 홍은2동 남가좌1동 남가좌2동 북가좌1동 북가좌2동 |          |
| 제21대       | 우상호(禹相虎) | 더불어민주당   | 2020년 5월 30일 ~ 2024년 4월 10일  | 서대문구 갑: 충현동 천연동 북아현동 신촌동 연희동 홍제1동 홍제2동 |          |
| 제21대       | 김영호(金映豪) | 더불어민주당   | 2020년 5월 30일 ~ 2024년 4월 10일  | 서대문구 을: 홍제3동 홍은1동 홍은2동 남가좌1동 남가좌2동 북가좌1동 북가좌2동 |          |
| 제22대       | 김동아(金東我) | 더불어민주당   | 2024년 4월 10일 ~                  | 서대문구 갑: 충현동 천연동 북아현동 신촌동 연희동 홍제1동 홍제2동 |          |
| 제22대       | 김영호(金映豪) | 더불어민주당   | 2024년 4월 10일 ~                  | 서대문구 을: 홍제3동 홍은1동 홍은2동 남가좌1동 남가좌2동 북가좌1동 북가좌2동 |          |

## 같이 보기
- 서대문구 갑
- 서대문구 을
- 고양시의 국회의원
- 서울 마포구의 국회의원
- 서울 종로구의 국회의원
- 서울 용산구의 국회의원
- 서울 은평구의 국회의원